# Francis Harburger
Pour les articles homonymes, voir Harburger.
Francis Harburger né le 17 février 1905 à Oran (Algérie coloniale) et mort le 27 décembre 1998 à Paris 14e est un peintre français.    
Entré en 1920 à l’École des beaux-arts d’Oran, il s’installe à Paris en 1921 pour y poursuivre sa formation. Élève de l’École nationale des Arts décoratifs puis, en 1923, de l’École nationale supérieure des beaux-arts, il est, en 1928, le premier pensionnaire de la Casa de Velázquez à Madrid. En 1933, il s’inscrit à l’Atelier de la Fresque de la Ville de Paris. Ce cursus classique lui permet, tout au long de sa carrière, d'expérimenter et de développer plusieurs techniques picturales : peinture à l’huile, fresque, aquarelle, gouache, pastel, collage, terre cuite, mosaïque, céramique…   
Harburger s’est exprimé sur ses conceptions picturales dans un ouvrage paru en 1963, Le Langage de la peinture.   
Il n’est pas rattaché à une école de peinture en particulier. C’est un artiste figuratif indépendant, qui a développé ses propres recherches. Il s’est volontairement tenu à l’écart de ce qu’il appelait en 1998 « le courant mercantile de l’Art », qu’il critiquait.   
Multiple, son œuvre comprend au moins 1 600 tableaux, environ 800 œuvres sur papier et une quinzaine de décorations murales. 
Francis Harburger revendique l'influence de Jean Simeon Chardin, Cézanne, Renoir, Derain, Matisse, Le Greco et André Favory.
Dès sa jeunesse, l'artiste est séduit par quelques genres, qu'il déclina toute sa vie : les natures mortes, les portraits, les nus et les paysages. Mais c’est le monde de l'objet qui constitua pour lui une véritable obsession. La première série de ses natures mortes se situe dans la lignée de la tradition naturaliste de l’art français du XVIIe siècle.
Les lois antisémites du régime de Vichy contraignent l'artiste à se réfugier avec sa famille en Algérie. À son retour à Paris en 1945, spolié, il ne retrouve rien de son atelier ni de ses collections.  
C’est à cette période qu’il invente un nouveau langage pictural, début de ses recherches néo-cubistes, qu'il qualifie de « Hiéroglyphes ». 
La diversité des œuvres de Francis Harburger a parfois dérouté la critique. Connu et apprécié pour ses « natures mortes de la réalité », il ne trouva pas, de son vivant, de véritable soutien à ses Hiéroglyphes. Mais, après sa mort, des conservateurs et des amateurs d’art découvrirent son œuvre singulier, exprimant parfois « le plaisir devant du jamais-vu ». Harburger en eut l’intuition quand, tout à la fin de son journal intime, il écrivit : « C’est curieux, tant que je suis vivant j’ai l’impression que je fais écran à mon travail, qu’on appréciera mieux quand je ne serai plus là ».
L'œuvre de Francis Harburger a fait l'objet de plusieurs publications, en particulier, en 2015, le Catalogue raisonné de l'œuvre peint et, en 2018, un ouvrage dédié à ses Œuvres graphiques.

## Biographie

### Les années de jeunesse: 1905-1928
Francis Harburger naît le 17 février 1905 à Oran (Algérie). De son père, Jules Harburger, avocat, originaire d’une famille juive d’Alsace émigrée en 1870, il hérite le sens de la justice dont témoigneront ses Compositions civiques, peintes dans les années 1950-1970. De sa mère, née Célestine Aboulker (1874-1954), artiste peintre, il reçoit d’évidentes dispositions pour le dessin. En 1919, il entre à l’École des beaux-arts d’Oran, dirigée par Augustin Ferrando (1880-1957), et s’enthousiasme pour les tableaux de Paul Cézanne (1839-1906), dont l’œuvre détermine certaines des orientations fondamentales de l’art moderne. À 16 ans, Harburger rejoint son frère Adrien à Paris et entre à l’École nationale des Arts décoratifs. En 1923, il est reçu à l’École nationale supérieure des beaux-arts que dirige Albert Besnard (1849-1934), et s’inscrit dans l’atelier de Lucien Simon (1861-1945). 
En 1925, il fait la connaissance du peintre André Favory (1888-1937), lié à André Lhote et Roger de La Fresnaye. Il se lie également avec le peintre Alfred Gaspart (1900-1956) et fréquente les cours de croquis à l’Académie de la Grande-Chaumière. Cette année-là, il est élu Grand Massier des peintres.
En 1926, Harburger participe au Salon des indépendants, avant de partir pour Alger faire son service militaire. Il occupe son temps libre à peindre de lumineux paysages (La Rade de Mers El Kébir, (coll. privée) et fréquente les artistes locaux, Jean Launois (1898-1943), ami d’Albert Marquet (1875-1947), Louis Fernez (1900-1984), Émile Claro (1897-1977), Armand Assus (1892-1977) et Jean Alazard (1887-1960), professeur d’histoire de l’art à la faculté des Lettres d’Alger.
En 1928, il est nommé pensionnaire à la Casa de Velázquez à Madrid. Au musée du Prado, il s’enthousiasme pour Francisco de Goya, Diego Vélasquez et Le Greco. Il visite Tolède, Grenade, Séville, fait une échappée au Portugal, séjourne à Alcañiz el Real, où il peint Les Lavandières.

### La vie artistique à Paris: 1929-1938
De retour à Paris, Harburger trouve un atelier au cœur de Montparnasse, rue Campagne-Première. Il poursuit sa formation à l'École du Louvre et à l'Atelier de la Fresque de la Ville de Paris, fondé par Paul Baudoüin. Il participe à la vie artistique de la capitale et s’intéresse à tous les courants artistiques de l'époque. Il est abonné à la revue L’Esprit nouveau, animée par le peintre Amédée Ozenfant et l’architecte Le Corbusier.
Dès 1925, il expose dans les salons (Salon d'automne, Salon des indépendants, Salon des surindépendants, Salon de la France d'outre-mer).
En 1930, il fait sa première exposition personnelle à la galerie 23, située au 23, rue La Boétie à Paris, réunissant quinze peintures sous le titre « Espagne ». Cette première présentation au public est saluée par un achat de l’État (Remparts d’Avallon, Villefranche-de-Rouergue, musée Urbain Cabrol). 1930 est aussi l’année où Harburger commence à exposer au Salon des surindépendants parmi les peintres réalistes. Il y présente successivement Embarquement pour Cythère (1930), L’Apprenti sorcier (1931) et La Sieste (1932), avant de devenir secrétaire général du Salon en 1933 et d’y exposer annuellement.
En 1933, Harburger épouse Jeannine Halff, alors bibliothécaire à L'Heure joyeuse. Le couple s’installe dans un atelier situé 15, rue Hégésippe-Moreau à Paris, aujourd’hui Villa des Arts. Le peintre enseigne l’histoire de l’art et le dessin à l’École normale israélite orientale, participe à plusieurs décorations murales – une fresque  pour l’école communale de la rue Durouchoux à Paris, aujourd'hui lycée professionnel Erik-Satie, rue Pierre-Castagnou. En 1937, Francis Harburger expose à l’Exposition universelle de 1937, où il collabore à la décoration de plusieurs pavillons, réalisant notamment un panneau décoratif pour le Salon de la beauté, situé dans la rue Marchande.

### Pendant la guerre, Francis Harburger se réfugie à Alger: 1939-1945
Harburger est mobilisé le 27 août 1939 et passe onze mois sur la ligne Maginot. Cité à l’ordre du régiment et rendu à la vie civile en juillet 1940, il est bientôt menacé par les lois antisémites du régime de Vichy, qui le privent de son poste de professeur. Sa carrière parisienne est interrompue. 
Il quitte la métropole avec sa famille et s’installe à El Biar, sur les hauteurs d’Alger. Ses œuvres — paysages, natures mortes et scènes de genre — sont exposées chaque année dans des galeries d'Alger et d'Oran. Il participe à la vie artistique très animée d'Alger, où résident, travaillent et exposent de très nombreux artistes — peintres, sculpteurs, céramistes, fresquistes, illustrateurs graveurs, miniaturistes — qui composent l'École d'Alger. Entre la fin de l'année 1940 et 1945, il réalise environ 300 tableaux.

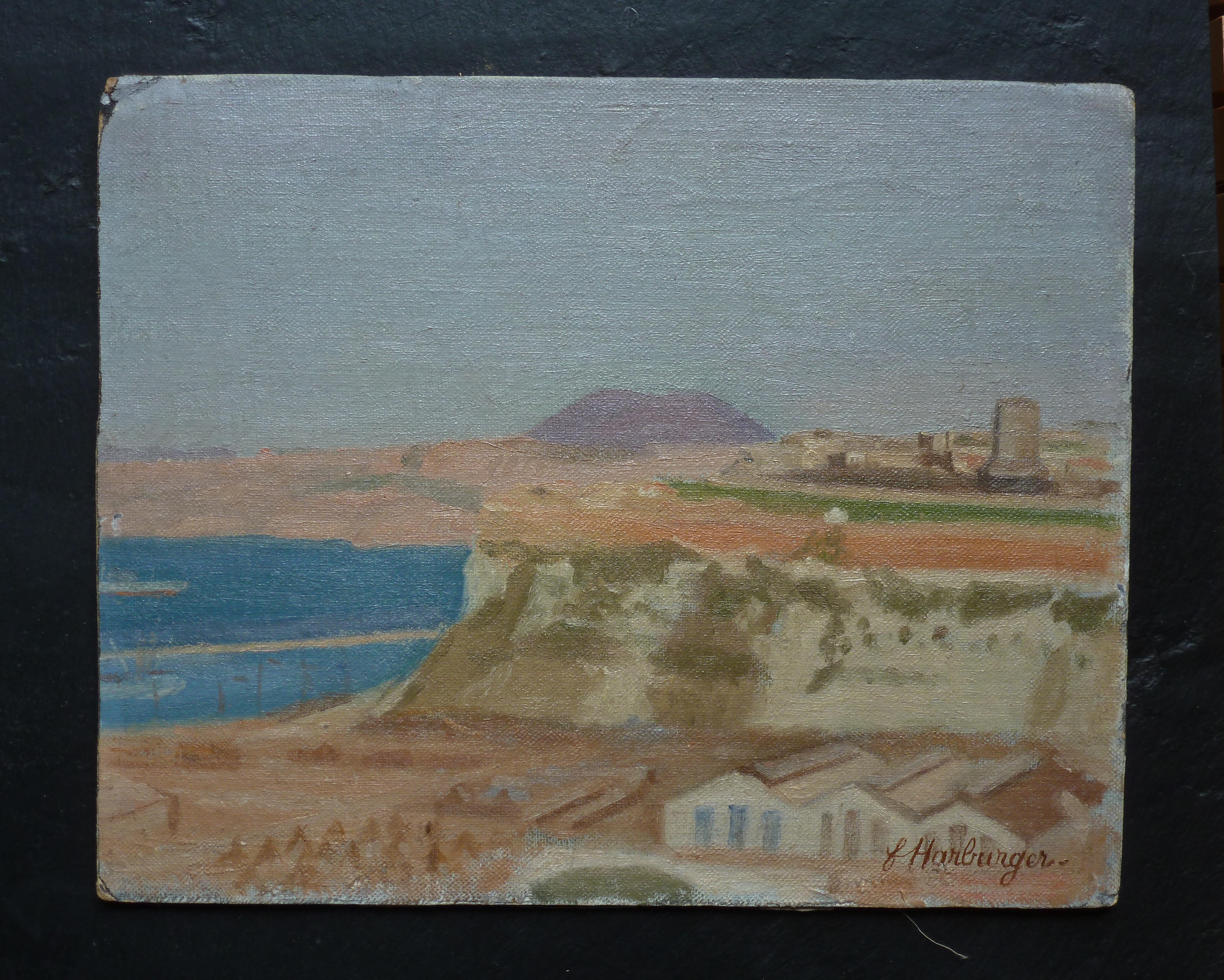
Oran. Les Falaises (1945), collection particulière.

En 1942, les Harburger apprennent qu’ils sont spoliés de leurs biens restés en France. Cette même année, leur jeune fils meurt, atteint de dysenterie. Seul le débarquement des Alliés à Alger, le 8 novembre 1942, longuement préparé par la résistance algéroise, dans laquelle José Aboulker joue un rôle de premier plan, met un peu de baume au cœur du peintre.

### Retour en métropole: 1946-1955
À la fin de la guerre, Harburger regagne la métropole, où il ne retrouve ni appartement, ni atelier, ni ses œuvres, ni celles de sa collection. Il s'installe à Enghien-les-Bains. Pour vivre, il donne des cours à mi-temps dans l’enseignement technique. Tout en se débattant avec les dossiers administratifs relatifs à sa spoliation, il renoue avec ses amis peintres, dont Henry Valensi (1883-1960), fondateur du musicalisme pictural, et se remet à peindre, notamment une série de Natures mortes de la réalité, qui témoignent de sa sensibilité à la poésie des choses humbles. Réagissant contre la peinture faite « d’anarchie visuelle, de bariolage et de bâclage technique », il milite pour le langage figuratif.
En 1949, il expose au Salon des surindépendants une Peinture-Manifeste du « Réalisme humaniste », dont il rédige également les bases, et s’engage dans une série de « compositions civiques » (Faites l’Europe, 1950 ; Toutes les larmes sont salées, 1952 ; Exhortation à l’Union, 1957 ; L'Art et l’Argent, 1962 ; Défense écologique, 1977, coll. privées).
Au début des années 1950, en même temps qu'il peint des natures mortes inspirées d’objets de la vie quotidienne et des paysages d’Île-de-France, Harburger ouvre en janvier 1953 un cours de peinture, l'académie de peinture d’Enghien-les-Bains. 

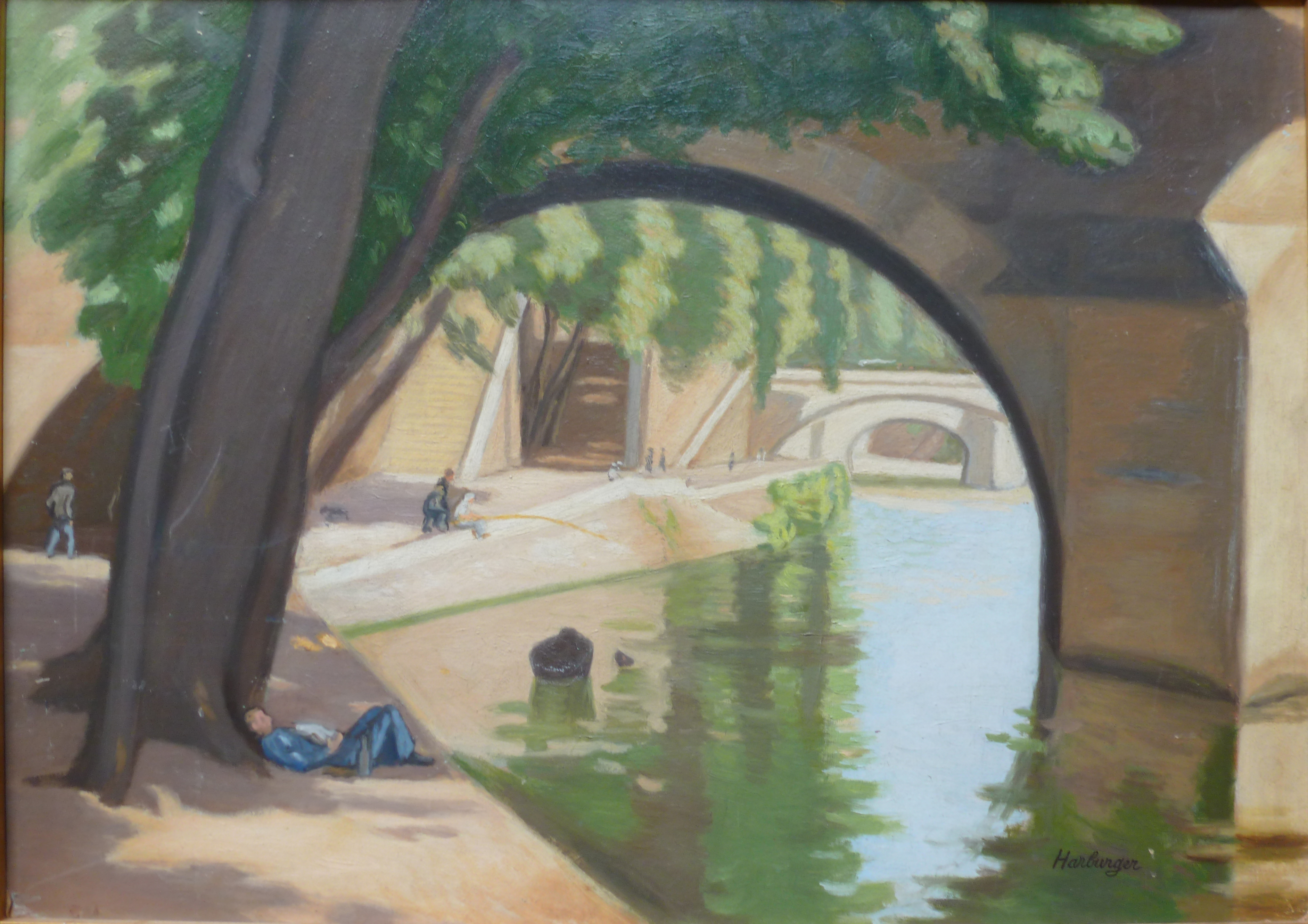
Le Pont-Neuf (1950), collection particulière.

Sur le plan pictural, à partir de 1952, Harburger s’oriente vers une voie nouvelle, fondée sur le rapport ligne-matière. C’est le début de ses recherches néo-cubistes.

### Un atelier à Paris: 1956-1998
En 1956, Harburger s’installe dans un atelier parisien, au 83, rue de la Tombe-Issoire, cité d'artistes aujourd'hui inscrite au titre des monuments historiques, où il va passer désormais le plus clair de son temps. En 1958, la galerie Pro Arte, rue de Miromesnil, propose une présentation de ses natures mortes de la réalité. En 1960, ses hiéroglyphes sont exposés à la galerie parisienne L’Antipoète, rue de la Harpe.
Harburger ouvre en 1960 un cours de peinture figurative dans son atelier. Cet enseignement aboutit en 1963 à la publication du Langage de la peinture, petit traité du naturalisme que préface Étienne Souriau. Le journal Combat y voit « non pas un manifeste, mais le désir — légitime — de donner une assise irréfutable à son art de la “peinture-langage” ». En mai 1972, la Société française d’esthétique invite Harburger à faire une conférence à la Sorbonne : « Le naturalisme : pourquoi pas ? »
À partir de 1975, des galeries (Paris, Honfleur, Dieppe, Concarneau, Strasbourg, Lyon) exposent régulièrement les « natures mortes de la réalité » et les « hiéroglyphes » d’Harburger. L’artiste ajoute parfois à la transcription peinte d’objets et à leurs idéogrammes de vrais morceaux de cuivre, de porcelaine ou de toile cirée, des cuillères de bois ou des couvercles de casserole. Cette introduction d’éléments directement collés sur la toile sont le point de départ, en 1977, d’une nouvelle formulation de son naturalisme. L’artiste regroupe ces œuvres sous l’appellation Abstractions concrètes. Harburger poursuit son évolution vers une simplification des formes jusqu’à la fin de sa vie, en 1998.

## Œuvre

### Natures mortes

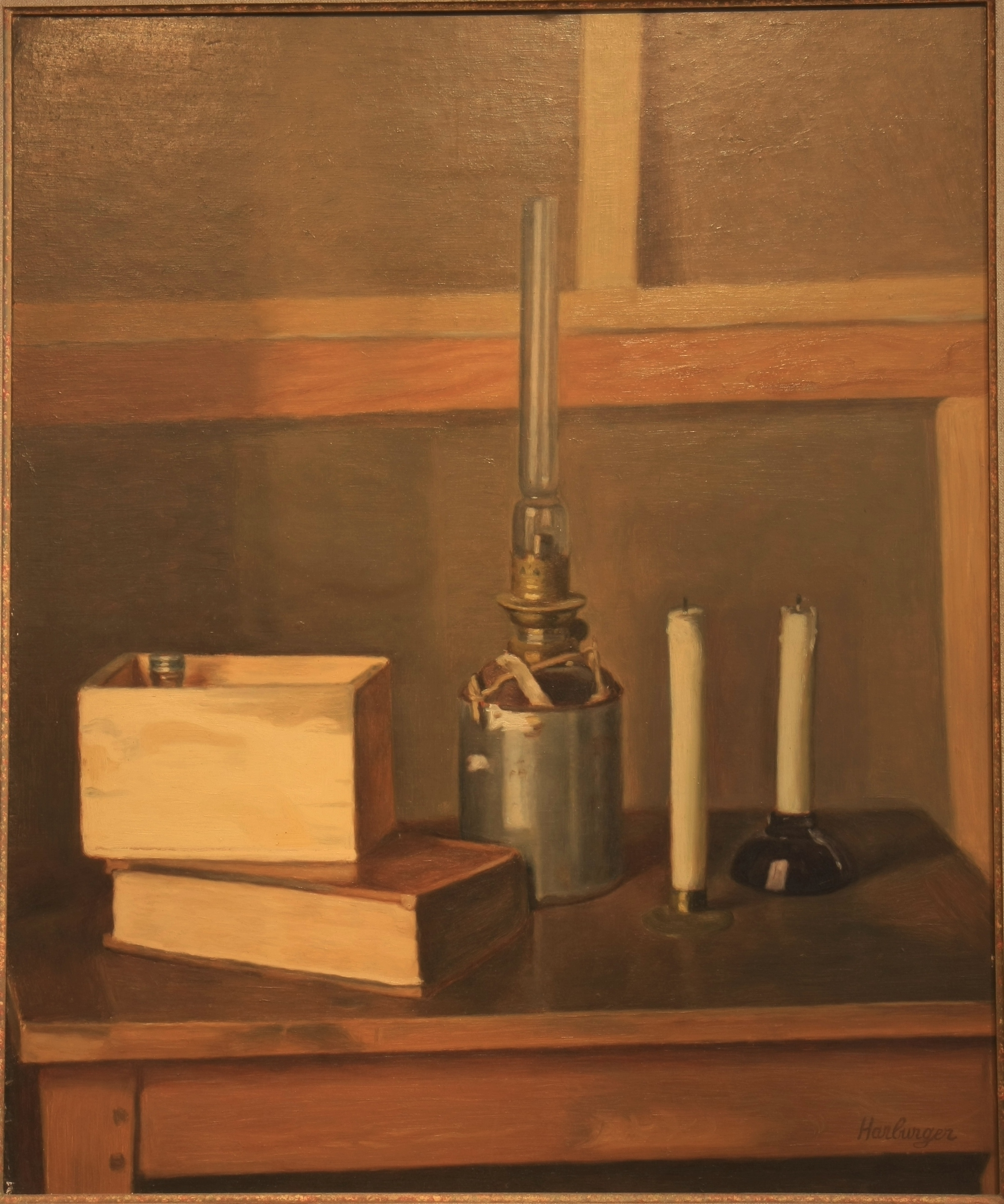
La Lampe à pétrole (1951), huile sur isorel, collection particulière.

Production la plus importante en nombre dans l'œuvre de l'artiste, ses « natures mortes de la réalité » ont fait l'objet de nombreux articles à l'occasion des expositions de son œuvre. Sa palette est principalement à base d'ocres, de noir et de blanc. Il choisit une gamme chromatique sobre et affirme « la primauté de la lumière sur la couleur ».

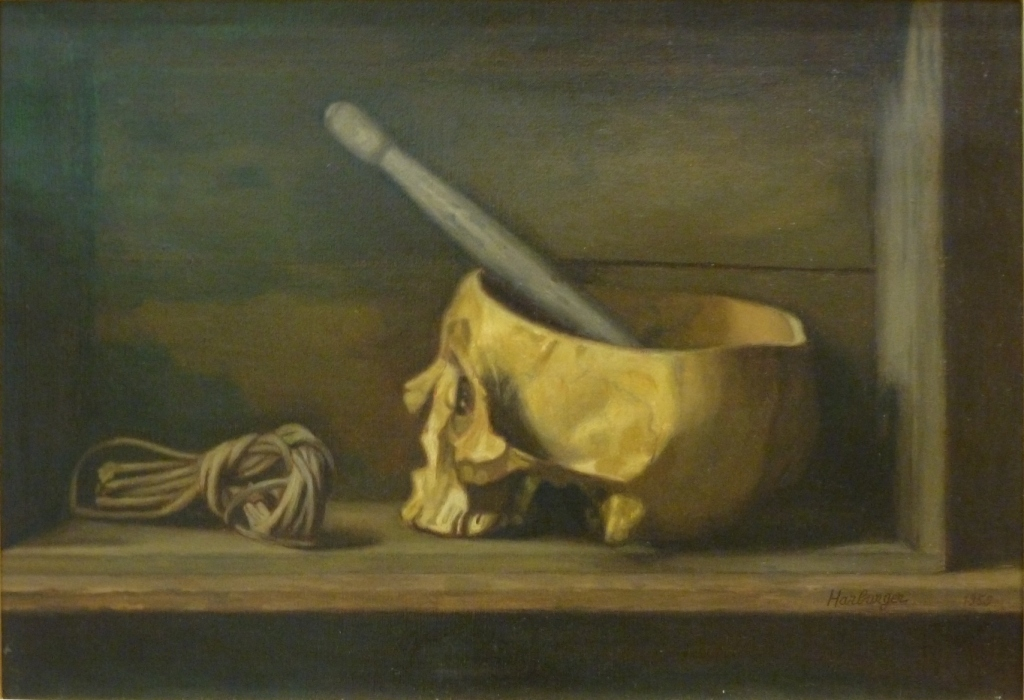
Crâne et ficelle (1957), huile sur toile,, Castres, musée Goya.

La première série de ces natures mortes se situe dans la lignée « des maîtres de la réalité de l'époque de Louis XIII, que Paul Jamot et Charles Sterling firent connaître au public en 1934 : Georges de La Tour, Baujin, Louise Moillon». Harburger s'inscrit alors dans la tradition naturaliste de l’art français du XVIIe siècle, et dans le sillage d’un Chardin. 
Francis Harburger, l'amoureux des choses, c'est sous ce titre qu'André Flament, critique d'art, introduit la monographie que la Revue Connaissance des Arts consacre à Francis Harburger en 1974.
Harburger, […]  ce néo-cubiste s’est réinventé après-guerre, s’imposant comme un maître de la nature morte, c'est ainsi qu'Eric Bietry-Rivierre, journaliste au Figaro sous-titre son article.

#### Hiéroglyphes, «Ni ombre, ni relief, ni perspective, ni lumière»
En 1951, la réalisation de La Lampe à pétrole [n° d'inventaire 5103] marque une étape dans la manière de peindre de l'artiste : « C’est à la suite de ce tableau », note-t-il dans l’un de ses cahiers, « qu’ayant le sentiment de tout connaître du naturalisme, j’ai pu élaborer ma solution cubiste. » Dès lors, Harburger va orienter une part de sa production vers une voie nouvelle, « laissant s’exprimer une autre formulation que je sentais sourdre en moi, à l’unisson des peintres de mon époque, selon un rapport ligne-matière qui en est l’écriture ». S’ensuit une toute nouvelle série de natures mortes où l’objet peint est redoublé par son dessin schématisé à l’extrême, dessin auquel le philosophe Étienne Souriau, professeur à la Sorbonne et directeur de la Revue d'esthétique, donne en 1963, le nom de « hiéroglyphe », que Francis Harburger fait sien. 
J’ai vu de nombreuses œuvres de ce peintre. Celles qui me plaisent le plus […] sont celles où il se délecte à rendre, avec la précision et la soumission respectueuse d’un primitif, l’aspect immédiat et la consistance sensible de la chose en ce qu’elle a de plus savoureux et de plus concret […]. Et puis il commente cette apparence par une sorte d’hiéroglyphe intellectuel en surimpression : le contour caractéristique de l’objet, simplifié à l’extrême et réduit presque à un concept, à l’expression graphique d’une fonction. C’est dire qu’il maintient un surprenant équilibre entre la délectation pour ainsi dire charnelle que donne à une sensibilité aiguë l’aspect purement visible et même tactile des choses, et d’autre part cette armature conceptuelle qui définit les choses et sert de clef à l’accord des esprits quant à la réalité extérieure. Étienne Souriau, in préface au Langage de la peinture de Francis Harburger, 1963. 

 

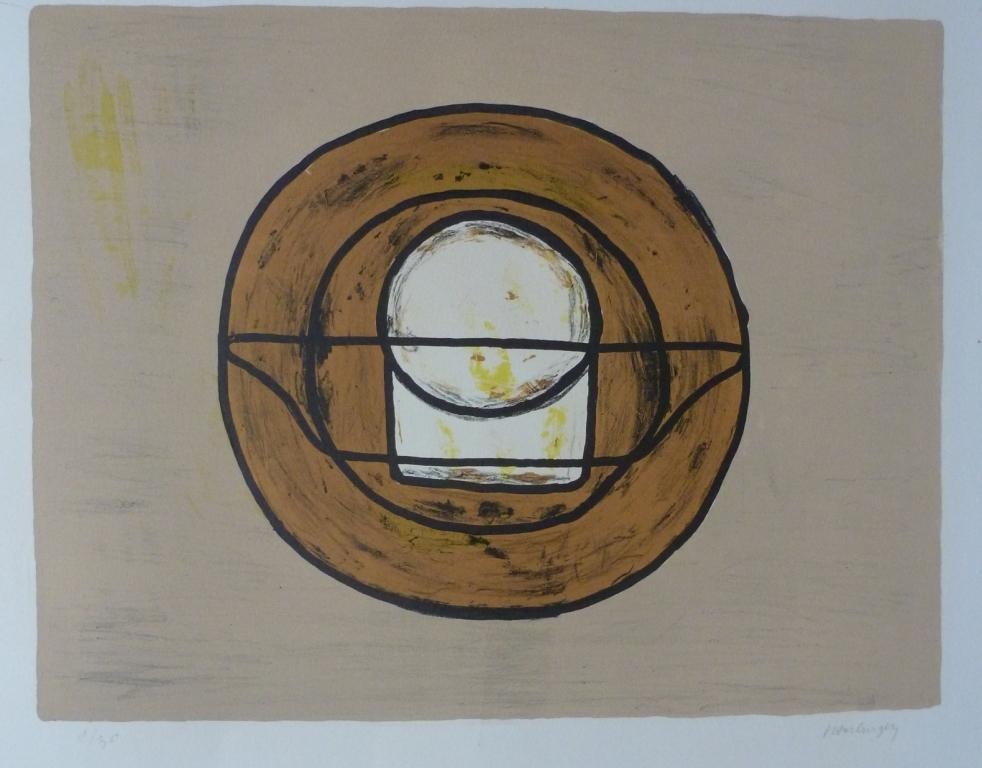
Hiéroglyphe (1971), lithographie.

Harburger va produire en alternance natures mortes et hiéroglyphes. « L’hiéroglyphe m’a permis, dit-il, d’approcher et de traduire d’une façon intellectuelle le problème passionnant de la représentation du réel et surtout […] d’approcher et de traduire d’une façon imitative l’épiderme des objets, qui m’a toujours fasciné et motivé dans mon travail des natures mortes. » Les titres de ses hiéroglyphes – La Soupière en étain, Poterie et morceau de pain, Pain, pichet, fromage, Cafetière sur fond rose, Casse-croûte sur paillon, Pain brun et bougeoir, Marmite rouge, écuelle, louche, Pain, verre de vin, camembert – ne se distinguent guère de ceux de ses natures mortes. En revanche, le peintre choisit d’en différencier la signature : dessinée en lettres capitales, elle fait écho au graphisme des pictogrammes qui viennent identifier l’objet, le ré-identifier. 
Quel a été le processus créatif qui a conduit Harburger à inventer un nouveau langage pictural au début des années 1950 ? Plusieurs hypothèses se présentent :
L'artiste lui-même s'est expliqué sur son évolution. Il estime qu'il est parvenu à maîtriser le langage naturaliste et peut donc inventer son propre langage pictural. Une autre interprétation a été avancée par des conservateurs de musées : à son retour à Paris, à la Libération, spolié, Francis Harburger ne retrouve rien de son atelier d'avant-guerre et de ses collections. Cette terrible dépossession marquera désormais toute sa vie. Son travail de maturité se construit dès lors en un incroyable balancement d'apparence contradictoire entre l'éblouissement qu'exercèrent durablement sur son inspiration les natures mortes de la réalité du XVIIe français […], et la création très personnelle d'un étonnant graphisme pictural, les hiéroglyphes, accompagné d'un riche appareil théorique […]. Bruno Gaudichon, conservateur en chef du musée La Piscine, musée d'art et d'industrie André-Diligent à Roubaix.

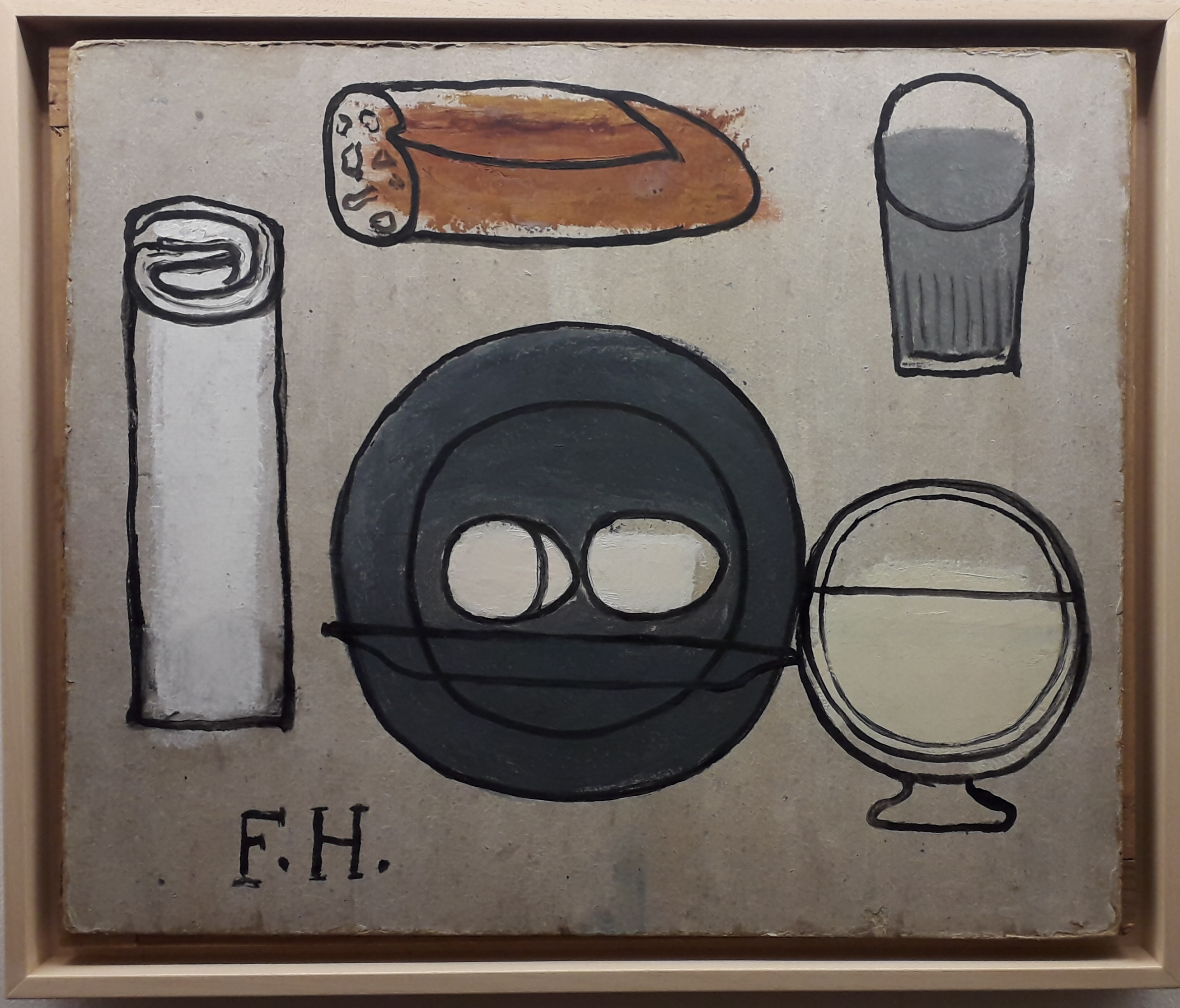
Les Œufs et la serviette, 1952, Roubaix, La Piscine, musée d'art et d'industrie André-Diligent.

Les conservateurs de musées et les amateurs d'art ont découvert les « Hiéroglyphes » d'Harburger dans les années 2000. Plusieurs de ces œuvres figurent aujourd'hui dans des musées : musée La Piscine de Roubaix, musée de l'Oise, musée-villa Montebello à Trouville et musée des Années Trente de Boulogne-Billancourt, musée national d'art moderne (MNAM), Centre Georges Pompidou.
« Harburger semble être l’un des rares peintres pour qui la figuration, loin d’être un obstacle à la personnalisation de l’expression, est, au contraire, une sorte de tremplin. Ses hiéroglyphes [sont] une écriture picturale qui, abandonnant le jeu traditionnel des ombres et des lumières simulant le relief, réduit à l’expression plane des objets, accentuée par un large entourage noir qui en simplifie la forme. Comme les pictogrammes des écritures anciennes, ces entourages-hiéroglyphes constituent un langage codé mais clair, grâce à sa référence constante à la réalité. » Denis Chevalier, "Harburger", France-Observateur, 14 avril 1960.
«Chacune [de ses œuvres] témoigne d’une attention intense portée paradoxalement sur des objets les plus banals. Soulignant ce qui en eux, pour nous, fait sens. […] Harburger demeurera jusqu’au bout un grand scrutateur de la nature, se focalisant avec ses natures mortes, tantôt illusionnistes, hiéroglyphiques ou abstraites, sur la richesse et la variété de ses épidermes. L’écorce d’une bûche, la croûte farineuse d’un pain, le velouté d’une moisissure sur une terre cuite : là est la vie réelle…» Eric Bietry-Rivierre, "Harburger, peindre en toute simplicité", Le Figaro, 26 mai 2020.
[Cette exposition] révèle un peintre qui apporte une vision essentiellement magique. Harburger restitue son prestige à l’objet et le rend perceptible par le sens du toucher. Il n’use du trompe-l’œil, ce subterfuge plastique, qu’avec modération. Il évite les écueils du style photographique et de l’illusionnisme. La fiction et la nature des choses coexistent dans ses œuvres. Elles ont pour résultat de leur conférer, du moins dans certains cas, une vertu d’étonnement. La palette de Francis Harburger, cette palette à base d’ocres et de gris, est sobre, grave et austère. Le clair-obscur modèle et nimbe les formes qui transmettent des sensations de poids. Mais on ne peut parler de réalisme devant ces scènes de la vie silencieuse, dont les motifs, d’une feinte banalité, baignent dans une atmosphère aérienne irréelle. Waldemar-George, "Harburger à la galerie Pro Arte ", L’Arche, no 14, février 1958, p. 14.

### Portraits
Huiles sur toile, dessins aux trois crayons, sanguines ou cires, Harburger a consacré une grande importance à l'art du portrait tout au long de son parcours.
Il a pratiqué le genre du portrait dessiné, dans l’intimité de l’atelier ou chez des particuliers à l’occasion d’une commande. Il appréciait de jouer des divers matériaux à sa disposition pour transposer sur le papier, blanc ou teinté, la douceur d’une carnation, l’architecture et le modelé d’un visage, l’expression d’un regard. Ses portraits sont le plus souvent centrés sur le visage, de face, et modelés au crayon noir ou à la sanguine. Enfin, il a remis à jour la technique ancienne dite aux trois crayons, inventée au XVIIIe siècle, qui par la couleur, a l’avantage d’offrir l’illusion du réel (mêlant l’usage du crayon graphite ou craie noire, à la sanguine et aux rehauts de craie blanche). Josette Galiegue in Œuvres graphiques.
L'artiste contemporain Pierre Buraglio note dans le catalogue de son exposition à Lyon en 2004 : "Sur un mur de mon atelier, le portrait à l'huile de ma mère... peint fin des années 1920 par Francis Harburger. La facture : peu de matière, jus soutenu, à rapprocher de Derain. Quelle justesse et économie de la touche !"

### Nus
L’artiste s’est exercé jusqu’à ses dernières années à cette pratique classique de l’atelier. Cet engagement pour le dessin de nu sur le modèle vivant s’explique par son statut revendiqué d’artiste figuratif, attaché à la transposition la plus juste de la réalité et de la poésie du corps féminin, ses carnations, sa souplesse, ses rondeurs, ses articulations, ses postures. Selon l’inspiration, pour y parvenir, le choix est grand parmi les techniques diverses du dessin, du crayon ou craie noire au pastel de la sanguine aux trois crayons comme pour les portraits, de l’encre plus rarement, traitée en hachures ou en trait continu. Josette Galiegue in Œuvres graphiques.
« Lorsqu’il réalise un portrait ou fait un nu, Harburger excelle surtout dans les chairs. Il a retrouvé la technique des carnations bleutées en copiant Rubens et Velázquez au Prado».
La recherche du rendu du modelé en relief explique l’intérêt, assumé dans ses dernières années par l’artiste, pour la réalisation de hauts reliefs en terre cuite teintée, de petits formats, et qui expérimente une technique offrant davantage de délicatesse, mais très fragile, la cire de bougie. 

### Paysages
En 1963, Harburger commence une importante série de paysages de Paris qui comptera, au fil des années, plus d’une centaine de toiles. Présentés en 1970 à la galerie d’art de l’aérogare d’Orly sous le titre Visage de Paris, ces œuvres rencontrent d’emblée l’adhésion de la critique. Un coin de rue, un carrefour, un pan de mur lépreux, un vieil hôpital, une église…  La matière, le crépi sur les murs sont alors l’objet de ses recherches.

### Compositions civiques

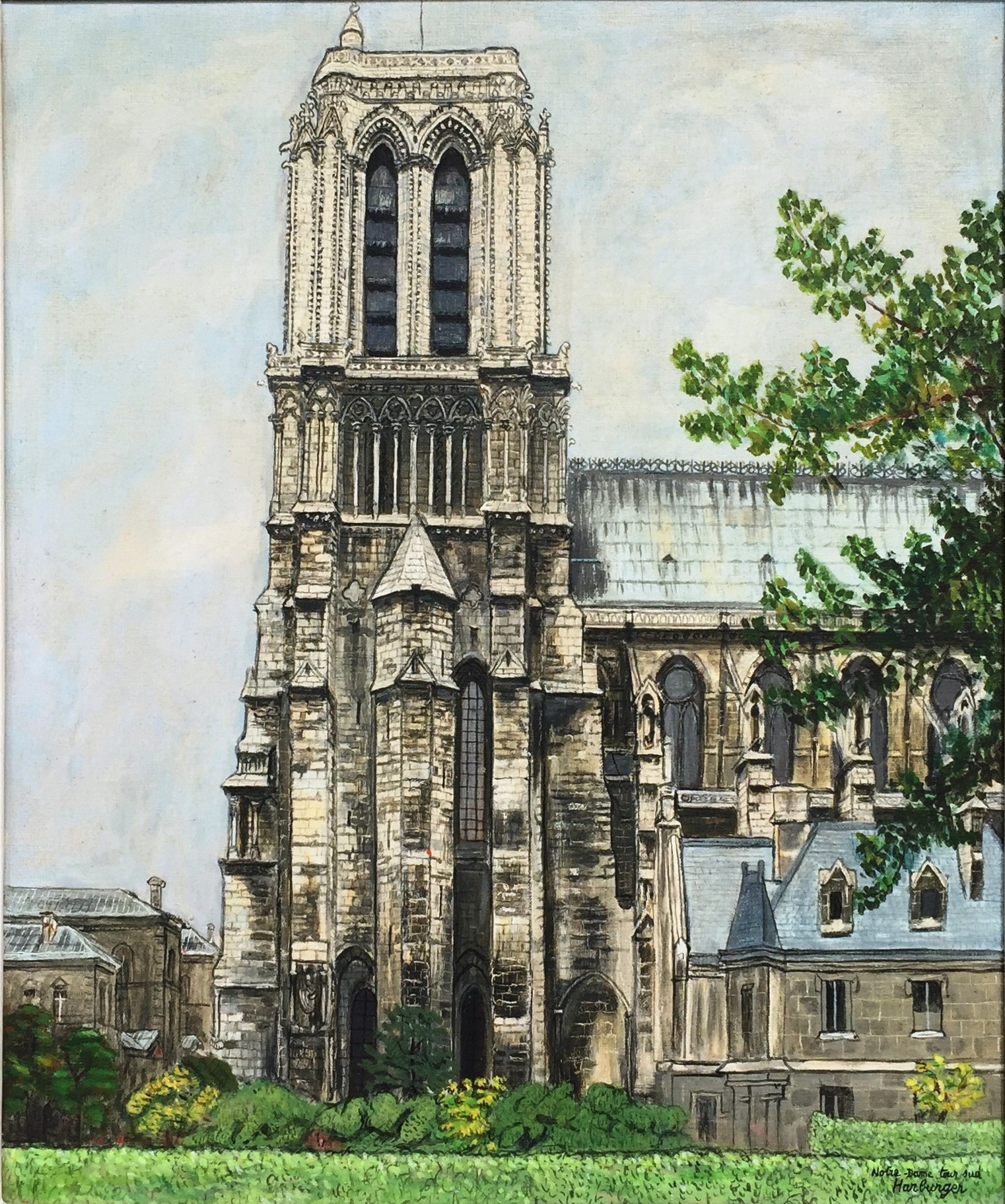
Notre-Dame, 1966, collection particulière.,

Considérant que l’artiste doit participer aux débats de la société, il s’engage, à partir de 1950, dans une série de sept compositions qu’il appelle « Civiques ». Cette série est inaugurée en 1949 avec le tableau Manifeste du réalisme humaniste. Toutes témoignent des engagements de Francis Harburger dans plusieurs des débats fondamentaux qui traversent la société française des années 1950-1970 : l’Europe (1950), le racisme (1952), les crises politiques (1957), le mercantilisme de l’art (1962), l’écologie (1977).
Défendre l’homme par la peinture, telle est la motivation de la série de compositions civiques dans laquelle Harburger s’engage en 1949-1950. 

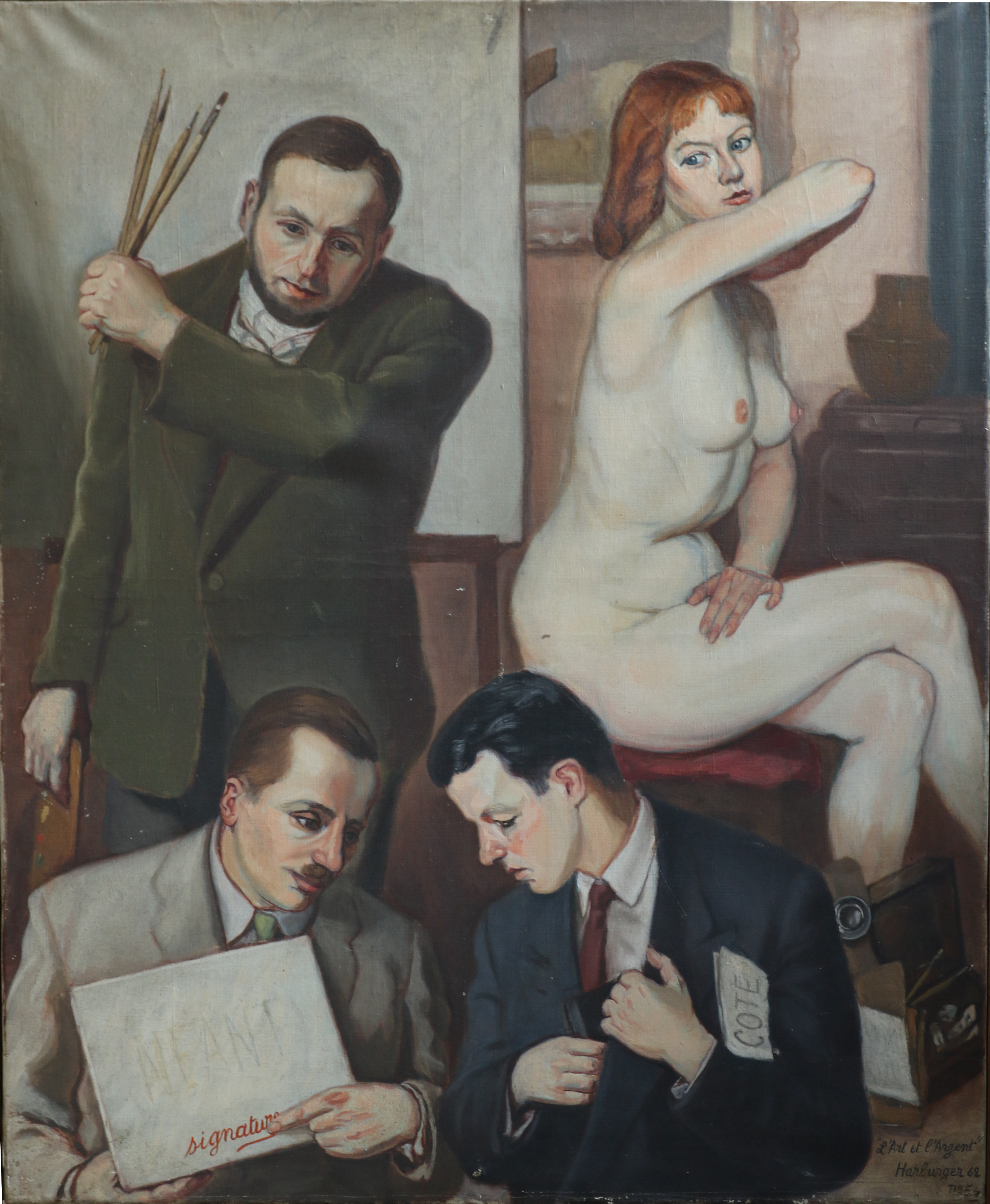
L’Art et l’Argent (1962), collection particulière.

Les peintures civiques dénoncent aussi le mercantilisme de l’art ou incitent à la préservation des sites, à commencer par Paris. En 1957, alors que les crises gouvernementales se succèdent, il peint une Exhortation à l’union. Suivent, en 1962, L’Art et l’Argent et, en 1977, Défense écologique : une femme nue, symbolisant la nature, se tient debout, une jambe appuyée sur un arbre couché, parmi un amas de vieilles maisons éventrées; à l’arrière-plan, se dressent des tours menaçantes ; trois rapaces tournent autour de la jeune femme; l’un d’eux referme ses serres sur un plan de Paris, où le 14e arrondissement, cher à Harburger, apparaît cerné de bleu.

### Décorations murales

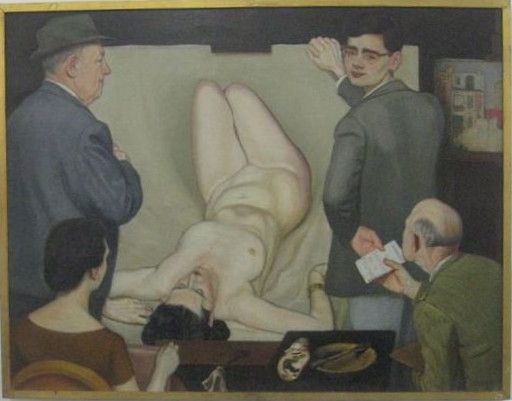
La Leçon de peinture (1966), collection particulière.

Harburger, formé au double cursus de l'art décoratif et des beaux-arts, manifeste une ambition monumentale dès ses premiers travaux.
Dans les années 1930, parallèlement à la peinture de chevalet, Francis Harburger commence une activité de peintre décorateur. Il travaille ainsi à plusieurs commandes privées et publiques, ainsi qu’à la décoration d’un pavillon de l’Exposition universelle de 1937.
Dans les années 1950-1960, le peintre se voit confier la décoration de plusieurs établissements scolaires au titre du 1 % artistique. Si, pour les écoles, les sujets sont le plus souvent imposés — les quatre saisons, les chansons françaises, les métiers ou les animaux —, l’artiste est libre d’y déployer son style. Aussi retrouve-t-on dans la plupart des décorations murales réalisées par Harburger l’usage de pictogrammes et la dissociation entre le trait et la couleur, deux caractéristiques du langage pictural qu’il met en place avec les Hiéroglyphes.

## Le catalogue raisonné
Le Catalogue raisonné de l'œuvre peint recensait en 2015, dans les collections publiques et surtout privées, environ 1 600 tableaux identifiés, signés et souvent contresignés au dos et datés. On compte 600 « natures mortes de la réalité », 237 hiéroglyphes, 310 paysages, 180 tableaux réalisés en Algérie (paysages, natures mortes, scènes de genre et portraits), 90 portraits, 50 nus, 11 « compositions civiques », 18 décorations murales, 25 collages. 1 200 photographies d’œuvres de l'artiste sont reproduites dans le Catalogue raisonné des œuvres peintes et 150 dans le livre consacré aux Œuvres graphiques publié en 2018.
La production artistique de Francis Harburger est aujourd'hui connue grâce la parution de plusieurs ouvrages : en 2002, une monographie de Caroline Larroche, Harburger, publiée aux Éditions Altamira ; en 2008, le Catalogue de l'exposition dans trois musées, Roubaix, La Piscine-Musée d'art et d'industrie André Diligent, Trouville-sur-Mer, musée-villa Montebello, Beauvais. musée départemental de l'Oise ; en 2015, le Catalogue raisonné de l'œuvre peint, paru aux Éditions Gourcuff-Gradenigo ; et en 2018, un ouvrage dédié aux Œuvres graphiques.
La parution du Catalogue raisonné a donné lieu à plusieurs manifestations et conférences,, émissions de radio, articles de presse.

### Pillage de l'atelier et recherches pour l'identification et le parcours des tableaux spoliés
Le pillage de l'atelier de l'artiste pendant l’Occupation et la disparition d'une centaine de ses tableaux ne permettent pas d'avoir une connaissance exhaustive des œuvres d'Harburger. Pour retrouver la trace de ces tableaux disparus dans son atelier et dans la chambre forte où il en avait transféré quelques-uns, plusieurs fonds d’archives - français, américain et israélien - ont été consultés. Parmi lesquels le Fonds de la Récupération artistique, au sein des Archives diplomatiques, les Archives nationales, les archives de la Commission pour l'indemnisation des victimes de spoliations intervenues du fait des législations antisémites en vigueur pendant l'Occupation (CIVS), les Archives nationales américaines (NARA), les archives du musée Bezalel et du Musée d'Israël. Le Catalogue raisonné mentionne vingt-neuf tableaux disparus dont la trace a été retrouvée,,,. Selon Didier Schulmann, conservateur de la Bibliothèque Kandinsky au Centre Pompidou, co-rédacteur du rapport Matteoli,« le catalogue raisonné Harburger est un modèle d'instrument de recherche sur les spoliations ». Seuls quatre tableaux ont été restitués à l'artiste, en provenance du Musée d'Israël : trois à lui-même (en 1962) et un à sa famille (en 2008).

## Commandes publiques

### Île-de-France
- Paris
  - 1933 : Les Vieilles Chansons de France, fresque de 10 mètres de long. Commande de la Ville de Paris pour le préau de l’école communale rue Durouchoux (XIVe arr.) ; réaménagé en conservant la fresque, cet ancien préau est devenu le centre de documentation et d'information du lycée professionnel Erik-Satie[69].
  - 1966 : Les Animaux domestiques, mosaïque. Commande de la Ville de Paris pour l’école communale rue de la Saïda (XVe arr.), actuellement rue Olivier de Serres.
- Soisy-sous-Montmorency (Val-d'Oise), 1956 : Fillettes jouant dans la cour, toile marouflée. École, œuvre disparue
- Corbeil-Essonnes (Essonne), 1959 : Les Animaux domestiques et Les Animaux sauvages, peinture murale. École maternelle Montconseil, œuvre disparue.
- Épinay-sur-Seine (Seine-Saint-Denis), 1964 : Bassin et panneau en mosaïque. Patio de l’école maternelle Jean-Jacques Rousseau.
- Saint-Gratien (Val-d'Oise), 1964 : Mosaïque. École Jean-Zay.

### Régions
- Thônes (Haute-Savoie), 1946 : Quatre panneaux touristiques. Salle des fêtes de la mairie.
- Valentigney (Doubs), 1953 : Les Quatre Saisons, toile marouflée. École, œuvre disparue.
- Laversine (Oise), 1954 : Les Biches, peinture murale. École d’apprentissage, œuvre disparue.
- Chalons-en-Champagne (Marne), 1955 : Les Métiers – garçons et filles, toile marouflée. Groupe scolaire Clovis-Jacquiert[70].
- Savigny-le-Vieux (Manche), 1956 : Pomone, décoration céramique. École, œuvre disparue.

## Collections publiques

### Algérie
- Alger, musée national des Beaux-Arts : Nature morte aux asperges, 1932, huile sur toile, (59 × 81 cm) ; El-Biar. Panorama Villa Jourdan, 1943, huile sur toile (22 × 25,5 cm ; Pêches, 1944, (24 × 26 cm).
- Oran, musée national Zabana : Église Saint Louis, 1945, huile sur toile (22 × 27 cm) ; Vierge d'après Le Greco, 1929, (54 × 41 cm) ; Oran. Le Port (Promenade de Létang), 1947, (33 × 24 cm) ; Oran. Santa-Cruz, le camp Saint-Philippe, 1947, (33 × 46 cm).

### France
- Beauvais, MUDO - Musée de l'Oise : Main et livre sur la table[71], 1953, huile sur toile (100 × 73 cm).
- Boulogne-Billancourt, musée des Années Trente :
  - Arabes jouant aux cartes[72], 1928, huile sur toile (84 × 120 cm) ;
  - Mauresque dans un paysage, 1940, huile sur toile marouflée sur bois (38 × 55 cm) ;
  - Panoplie, 1954, huile sur toile (100 × 65 cm).
- Brantôme, musée Fernand-Desmoulin : Poires, pain, 1937, huile sur toile (34 × 46 cm).
- Calais, musée des Beaux-Arts et de la Dentelle : Pot de terre et pain, 1957, huile sur toile (22 × 28 cm).
- Castres, musée Goya :
  - El Ciego, l'aveugle jouant de la guitare, 1929, huile sur isorel (101 × 82 cm) ;
  - Les Lavandières (Lavanderas en Alcañiz), 1929, huile sur toile (160 × 160 cm) ;
  - Crâne et ficelle, 1957, huile sur toile (38 × 55 cm).
- Dax, musée de Borda :
  - Dax, vue du Presbytère, 1962, huile sur toile (35 × 27 cm) ;
  - Dax, rue du Cordon bleu, 1962, huile sur toile (35 × 27 cm).
- Deauville, Les Franciscaines :
  - Le Picodon, 1970, huile sur toile (16 x 22 cm).
  - Pain doré, fromage et couteau, 1975, huile sur toile (30,5 x 39 cm).
- Dieppe, Château-Musée de Dieppe : Dieppe Vue générale, 1965, huile sur toile (38 × 46 cm).
- Honfleur, musée Eugène-Boudin :
  - Nature morte, 1926, huile sur toile (64 × 54 cm) ;
  - Croûton brun, fromage, 1975, huile sur toile (22 × 27,5 cm) ;
  - Clocher de Saint-Léonard, 1974, huile sur toile (46 × 38 cm).
- Lisieux, musée d’Art et d’Histoire :
  - Ferme normande à Haute-Grue[73], 1967, huile sur toile (45 × 37 cm) ;
  - Livarot, l’église[74], 1966, huile sur toile (45 × 37 cm).
- Paris :
  - musée national d'Art moderne, Centre Georges Pompidou
    - Pied et boîte de peinture[75], 1953, Huile sur carton (38 × 46 cm)
    - Lampe à pétrole sur carrelage[76], 1955, Huile sur carton (62 × 36,8 cm)
    - Cafetière, louche et poêle[77], 1958, Huile sur toile (60 × 73 cm)
    - Pain brun et bougeoir[78], 1973, Huile sur toile (46 × 55 cm)

  - musée d'Art et d'Histoire du judaïsme : La 'Hala Claire, 1982[79], huile sur toile (22 × 27 cm).
  - musée de Montmartre : Fontaine monumentale, 1964, huile sur toile (38 × 46 cm).
  - musée de l'Histoire de l'immigration, Toutes les Larmes sont salées, 1952[50], huile sur toile (145 x 97 cm).
  - musée Carnavalet-Histoire de Paris, Les Rapaces ou Défense écologique, 1977, huile sur toile (100 x 80 cm).
- Roubaix, La Piscine : Les Œufs et la serviette, 1952, huile sur isorel collé sur châssis (38 × 46 cm).
- Sceaux, musée du Domaine départemental de Sceaux : L'Église Sainte-Marie à Eaubonne[80], 1955, huile sur toile (33 × 24 cm).
- Strasbourg, musée d’Art moderne et contemporain : Ail et pot de peinture dans une caisse[81], 1958, huile sur toile (38 × 46 cm).
- Trouville-sur-Mer, musée de Trouville - Villa Montebello :
  - La Grande Poterie rose, 1959[82], huile sur toile (65 × 50,4 cm) ;
  - Trouville, Vieille église Saint Jean, 1966[82], huile sur toile (46 × 38 cm).
- Villefranche-de-Rouergue, musée municipal Urbain-Cabrol : Remparts d'Avallon, 1930, huile sur toile (60 × 49 cm).
- Villeneuve-sur-Lot, musée de Gajac : Enghien-les-Bains, paysage de neige, 1947, huile sur toile (41 × 32 cm).
- Voiron, musée Mainssieux : Tomates et serviette, 1942, huile sur toile (27 × 41 cm).

### Israël

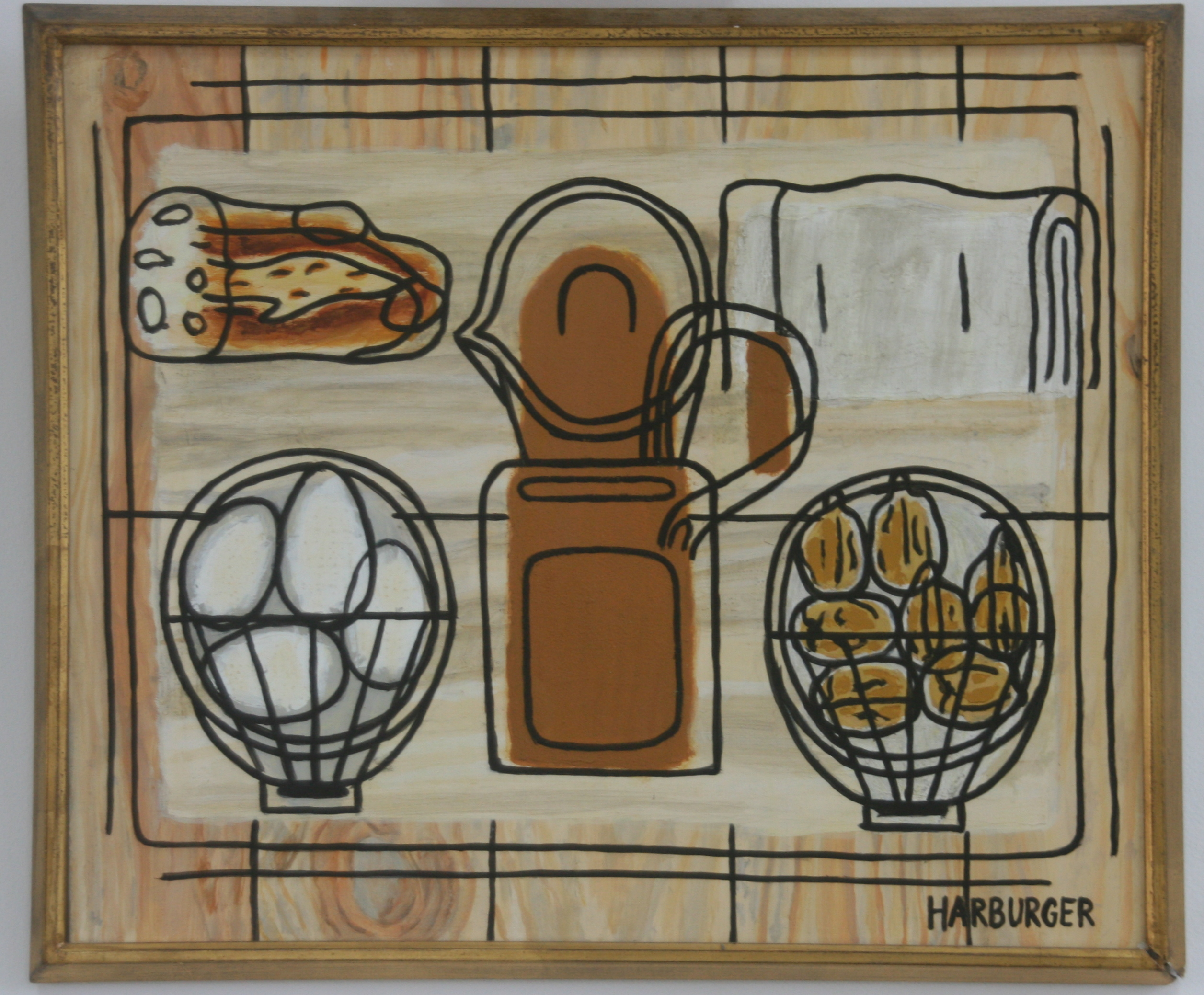
Nature morte byzantine (Réplique) (1968),, Ashdot Ya'akov Meuhad, musée Nehustan.

- Ashdot Ya'akov Meuhad, musée Nehustan :
  - Os, 1963, (27 × 35 cm) ;
  - Nature morte byzantine (Réplique), 1968, (46 × 54 cm) ;
  - Toile, pain, couteau sur fromage, 1969, (33 × 41 cm) ;
  - Diable, deux os et ail, 1969,(22 × 27 cm) ;
  - Nina couché, 1969, (14 × 18 cm).
- Dimona, mairie :
  - Os, pain, et diable, 1963, (38 × 46 cm) ;
  - Toile, pain, couteau sur fromage, 1969, (33 × 41 cm).
- Eilat, musée d'Art moderne : Bodegon, 1958, huile sur toile (38 × 46 cm).
- Eïn-Harod, Michkan Museum of Art :
  - Pain, fromage et couteau, 1975, huile sur toile (33 × 41 cm) ;
  - Timbale, œuf et aulx, 1954, huile sur toile (22 × 27 cm).

## Expositions

### Expositions personnelles
- 1930 : Paris, galerie 23, rue La Boétie :  « Espagne » (Casa [de] Velázquez).
- 1938 : Oran, galerie Colline (et 1943, 1944, 1945, 1946, 1947, 1953-1954).
- 1941 : Alger, galerie Salmson (1er-15 avril).
- 1943 : Alger, galerie Charlet (et 1944).
- 1948 : Alger, Le nombre d’or (29 janv.-11 février).
- 1958 : Paris, galerie Pro Arte.
- 1958 : Strasbourg, galerie Aktuaryus (et 1960, 1963, 1968, 1971, 1973).
- 1959 : Paris, galerie l’Antipoète, rue de La Harpe.
- 1962 : Paris, Atelier Francis Harburger (et 1964, 1965, 1969, 1986, 1988, 1991, 1992, 1994, 1996).
- 1965 : Dieppe, galerie 56.
- 1967 : Lyon, galerie de Bellecour.
- 1970 : Orly, galerie de l’aéroport de Paris, « Visages de Paris ».
- 1974 : Honfleur, Chez Suzanne Doucet.
- 1975 : Paris, galerie Seine 38.
- 1981 : Paris, galerie Jean Camion.
- 1981 : Meudon, Centre culturel, « 40 ans de création naturaliste ».
- 1984 : Paris, galerie Vendôme.
- 1986 : Paris, galerie Istria-Damez.
- 1997 : Paris, galerie des Artistes.
- 2002 : Ancien atelier de l’artiste (et 2003, 2011).
- 2008 : Villefranche-sur-Mer, Chapelle St-Elme (22 décembre 2007-20 janvier 2008).
- 2009 : Roubaix, La Piscine – musée d’art et d’industrie André-Diligent, « Francis Harburger : Le langage de la peinture » (18 octobre 2008 - 1er février 2009).
- 2009 : Trouville-sur-Mer, Musée Villa Montebello (21 mars 2009-1er juin 2009).
- 2009 : Beauvais, musée départemental de l’Oise (25 juin-31 octobre 2009).
- 2015 : Paris, galerie Thierry Mercier, « Harburger, hiéroglyphes et collages».
- 2016 : Marseille, galerie Béa-Ba.
- 2017 : Paris, galerie Nouvellet.
- 2021 : Orbec, musée du Vieux Manoir, « En dialogue : Francis Harburger» (19 mai - 7 novembre 2021)

### Expositions collectives
- 1925 : Paris, Salon d’automne (et 1928).
- 1926 : Paris, Salon du Franc.
- 1926 : Paris, Salon des indépendants (et 1927, 1950, 1952-1976, 1978-1994, 2000).
- 1926 : Paris, Salon Terres Latines (et 1962, 1964, 1967, 1969, 1970, 1971, 1973).
- 1930 : Paris, Galerie 23, L'Afrique (10-23 janvier)
- 1930 : Paris, Salon des surindépendants (et 1931, 1932,  1935, 1948, 1949, 1950, 1959, 1972).
- 1930 : Alger, 38e Salon de la Société des artistes algériens et orientalistes.
- 1934 : Galerie Georges Petit, exposition du « Groupe Moderne »(17-31 mai);
- 1935 : Paris, Galerie de La Gazette des Beaux-Arts, « Images d'Espagne », exposition organisée par l’association Casa de Velázquez.
- 1935 : Paris, Grand Palais, Premier Salon de la France d'Outre-mer.
- 1937 : Paris, Exposition universelle, panneau décoratif dans le Salon de l'Hygiène et de la Beauté situé dans la Rue marchande.
- 1938 : Paris, chez Wildenstein, deuxième exposition des anciens pensionnaires de la Casa Vélasquez (et 1954, 1959, 1987, 1989, 1992-1994, 1996).
- 1955 : Paris, Salon Comparaisons (et 1956, 1957, 1959, 1961, 1974, 1984).
- 1955 : Paris, Galerie Cimaise, Groupe des peintres d’Enghien (et 1956).
- 1957 : Paris, Salon de l’art libre.
- 1960 : Asnières, Salon d’Asnières (et 1962, 1964-1969).
- 1961 : Paris, Salon populiste.
- 1964 : Paris, Salle Gaveau (sélectionné pour le prix Utrillo)
- 1965 : Paris, Galerie Montmorency (mentionné pour le prix Francis Smith).
- 1965 : Deauville, Biennale (prix de la Biennale).
- 1968 : Paris, Centre culturel rue Georges Berger, Association des peintres juifs de France (et 1970, 1974, 1980, 1983, 1985-1989, 1991, 1992, 1995, 1996).
- 1970 : Trouville, 4e Biennale (et 1974).
- 1970 : Aulnay, Salon d’Aulnay (invité d’honneur) (et 1971, 1972).
- 1970 : Tokyo, « École de Paris à Tokyo ».
- 1970 : Camaret, 6° Salon de peintures (et 1971-1975, 1978, 1979, 1981, 1987, 1989, 1991).
- 1971 : Paris, Peintres Témoins du 16e (et 1972,1989, 1990-1998).
- 1972 : Paris, mairie du 16e arrondissement, Salon des artistes du 16e (et 1986, 1987, 1990, 1992-1994, 1995).
- 1973 : Paris, Grand Palais, Société nationale des beaux-arts (et 1983).
- 1974 : Paris, Salon du Dix au Quinze (et 1975-1977, 1980 - invité d’honneur, 1981-1994, 1996, 1997).
- 1980 : Paris, Amicale des amateurs d’art (et 1983, 1984, 1987, 1988).
- 1984 : Paris, Salon du dessin et de la peinture à l’eau (et 1985, 1988).
- 1985 : Bourg-la-Reine, XXIe Salon Île-de-France (et 1986-1993).
- 1989 : Honfleur, 41e Salon des artistes honfleurais.
- 1999 : Paris, Société nationale des beaux-arts, hommage
- 1999 : Paris, Les Artistes peintres et sculpteurs du 16e, 12e Salon, hommage.
- 2000 : Paris, Salon des indépendants, hommage.
- 2000 : Paris, mairie du 14e arrondissement, 23e Salon de Paris , hommage.
- 2003 : Bordeaux, musée des Beaux-Arts, « L'École d'Alger, 1870-1962 ».
- 2011 : Dole, musée des Beaux-Arts, « Courbet Contemporain », du 14 mai au 18 septembre.
- 2023 : Trouville-sur-Mer, musée Villa Montebello, « De la Casa de Velázquez à la Normandie», du 18 mars au 18 septembre 2023
- 2024 : Paris, Musée d'Art Moderne de Paris,  «Présences arabes. Art moderne et décolonisation. Paris 1908-1988[83]», du 5 avril au 25 août 2024.
- 2025 : Bordeaux, musée d'Aquitaine, «Le monde d'après 1944-1954, Des lendemains qui chantent ?[84]», du 6 mai au 16 novembre 2025.

## Récompenses et distinctions
- Prix Casa de Velázquez de l’Académie nationale des beaux-arts, Paris, 1928-1929.
- Citation à l’ordre du régiment, 1940.
- Palmes académiques, 1947.
- Officier de l’Instruction publique, 1952.
- Prix de peinture de la 1re biennale de Deauville, 1965.
- Médaille de vermeil de la Ville de Paris, 1981.
- Médaille de vermeil Arts-Sciences-Lettres, 1982.
- Prix Farman, 1983.
- Médaille d’or de la Ville de Bourg-la-Reine, 1985.
- Prix Henri Maret, Salon national des beaux-arts, 1990.
- Médaille d’or. Mérite et dévouement français au titre des arts et de la culture, Rueil-Malmaison, 1996.

#### Écrits du peintre
- Francis Harburger, « Manifeste Réaliste-Humaniste », Revue Esprit, Paris, mai 1950.
- Francis Harburger, Le Langage de la peinture, préface d’Étienne Souriau, Paris, Presses du Temps présent, 1963, 2e éd. augmentée et illustrée, 1971.

#### Articles de presse
Sont cités ici quelques principaux articles, publiés notamment à l’occasion des expositions particulières de Francis Harburger.
- Jacques Biélinky, « Le peintre Francis Harburger », L’Univers israélite, no 35, 30 mai 1930.
- Jacques Bielinky, « Un peintre algérien à Paris, Francis Harburger », Bulletin de la fédération des Sociétés juives d’Algérie, no 14, juillet 1935.
- G.-S. Mercier, « Francis Harburger », L'Écho d'Alger, avril 1936.
- Lucienne Barrucand, « Harburger, Dépêche algérienne, avril 1936.
- Raymond Bénichou, « Exposition Francis Harburger », L’Univers israélite, 1943.
- Lucien Mainssieux, « Harburger », La Dépêche oranaise, 20 mai 1944.
- « Les peintres chez eux », Apollo, no 1, 15 janvier 1946, interview de Francis Harburger.
- Jean Aubert, « Une visite à Francis Harburger, directeur de l’académie d’Enghien-les-Bains », Avenir, 30 juillet 1953.
- Jean Chabanon, « Harburger (Pro Arte) », Le Peintre, no 169, mars 1958.
- Waldemar-George, « Harburger à la galerie Pro Arte », L’Arche, no 14, février 1958,  : document utilisé comme source pour la rédaction de cet article.
- « Harburger », Quelques peintres vus par eux-mêmes, Le Peintre, 1er février 1959.
- Denys Chevalier, « Harburger », France-Observateur, 14 avril 1960.
- Pascal Rossini, critique parlée, « Harburger », Actualités de midi, France Culture, L'Information artistique, no 65, avril 1960.
- Roger Kiehl, « À la Galerie Aktuaryus, Francis Harburger », Dernières nouvelles, 6 juin 1963.
- Marius David, « À la Galerie ‘56’, Francis Harburger, savante naïveté », Paris-Normandie, 11 juillet 1955.
- Jean Aubert, Sélection, numéro spécial de Flammes Vives, 1965.
- Pierre Restany, « Une leçon de peinture », Arts, 6-12 avril 1966, no 28.
- Francis B. Conem, « Harburger témoin de Paris », L'Amateur d'art, no 421, 5 décembre 1968.
- Lem, « La technique du tableau », Le Peintre, 15 mai 1969, mai 1972.
- D'Arthez'', « Francis Harburger, peintre de la réalité sensible », Le Génie médical, no 262, mars 1970.
- « Harburger Francis », Les Muses, no 125, mars 1972.
- Henri Héraut, « Harburger », L’Amateur d’art, no 563, 26 juin 1975.
- F.-J. Hirsch, « Francis Harburger », L’Arche, mars 1981.
- Anne-Marie Briat et André Appel, « Harburger ou la poésie des objets », Mémoire plurielle, les cahiers d'Afrique du Nord, décembre 1996.
- Virginie Guedj-Béllaïche « Redécouvrir Francis Harburger », Actualité juive, 20 décembre 2007.
- Lydia Harambourg, « Francis Harburger, rétrospective », Gazette de l’Hôtel Drouot, no 1, 11 janvier 2008.
- Sylvie Harburger, « Papa », Les sources au travail. La spoliation des œuvres d’art par les nazis, Université d’été. Bibliothèque Kandinsky, / MNAM/ CCI, juillet 2015.
- Sylvie Harburger, « Le peintre Francis Harburger, sa famille et l’Algérie », Généalo-J, revue française de généalogie juive, no 121, printemps 2015.
- Eric Bietry-Rivierre, «Harburger, peindre en toute simplicité. Un artiste à redécouvrir. Ce néo-cubiste s'est réinventé après-guerre, s'imposant comme un maître de la nature morte», Le Figaro, 26 mai 2020.

#### Monographies
- Harburger, préface d’André Flament, coll. Chronique des Arts, ed. de l’Archipel, 1974.
- Caroline Larroche, Harburger, Paris, ed. Altamira, coll. Artistes d’aujourd’hui, 2002.
- Francis Harburger. Le Langage de la peinture, catalogue de l’exposition Roubaix-Trouville-Beauvais 2008-2009, ed. Gourcuff-Gradenigo, 2008.
- Sylvie Harburger, Caroline Larroche et Didier Schulmann (préf. Bruno Gaudichon), Francis Harburger. Catalogue raisonné de l'œuvre peint, Montreuil, Gourcuff-Gradenigo, 2015, 400 p. (ISBN 978-2-35340-223-6, lire en ligne).
- Francis Harburger. Œuvres graphiques, Josette Galiegue, Sylvie Harburger, ed. Gourcuff-Gradenigo, novembre 2018,

#### Ouvrages citant Francis Harburger
- Jean-Marc Delaunay, Des Palais en Espagne, Madrid, Casa de Velasquez, 2018 (1re éd. 1994), 670 p. (ISBN 978-8-490-96099-8, présentation en ligne), p. 227-295.
- Jean Monneret, Catalogue du Salon des indépendants, 2000.
- Alger et ses peintres (1830-1960), par Marion Vidal-Bué, Paris-Méditerranée ed, 2000.
- Les Artistes de l'Algérie, par Élisabeth Cazenave, Bernard Giovanangeli ed, 2001.
- L’Algérie des peintres, par Marion Vidal-Bué, Paris-Méditerranée, 2002.
- L’École d’Alger, 1870-1962, catalogue de l’exposition présentée au musée des Beaux-Arts de Bordeaux, juin 2003.
- Pierre Buraglio. Avec qui ? À propos de qui ?, catalogue de l’exposition présentée au musée des Beaux-Arts de Lyon, 14 janvier-2 mai 2004.
- Courbet contemporain, catalogue de l’exposition présentée au musée des Beaux-Arts de Dole, 14 mai-18 septembre 2011.
- Livres pillés, lectures surveillées : les bibliothèques françaises sous l’Occupation, Martine Poulain, Paris, Gallimard, 2008 (coll. Folio histoire)